# Carl Adolph Agardh
Carl Adolph Agardh (Båstad, 23 de enero de 1785 - Karlstad, 28 de enero de 1859) fue un matemático, botánico, micólogo, pteridólogo, y algólogo sueco especializado en algas y estuvo designado como obispo en Karlstad.

## Biografía
Fue designado profesor de Botánica y Práctica Económica en la Universidad de Lund en 1812, llegando a ser el científico puntero en "algologia" de su tiempo. Su inicial "Synopsis algarum Scandinaviae" (1817) la ampliaría más tarde en su "Species algarum" (1821–1828) y su "Systema algarum" (1824), y su visión más amplia del sistema natural en Botánica lo expondría en las series "Aphorismi botanici" (1817–1826) y en su "Classes plantarum" (1825).
La visión sistemática de Agardh está fuertemente influenciada por la "Naturphilosophie" alemana, y en 1827 entraría en contacto con el filósofo Friedrich Schelling en Karlsbad, donde juntos examinarían el desarrollo de las algas en las fuentes de aguas minerales de Karlsbad.
Fue ordenado clérigo en 1816 y recibió dos parroquias como prebenda. Fue el rector magnífico de la Universidad de Lund entre 1819-1820. Cuando fue designado obispo de Karlstad en 1835, Abandonó la botánica para dedicarse a las funciones de su cargo en Karlstad, donde permaneció hasta su muerte.
Fue representante en la cámara clerical del Parlamento sueco en varias ocasiones desde 1817, fue elegido miembro de la Academia Sueca en 1831. Su especialidad botánica eran las algas.

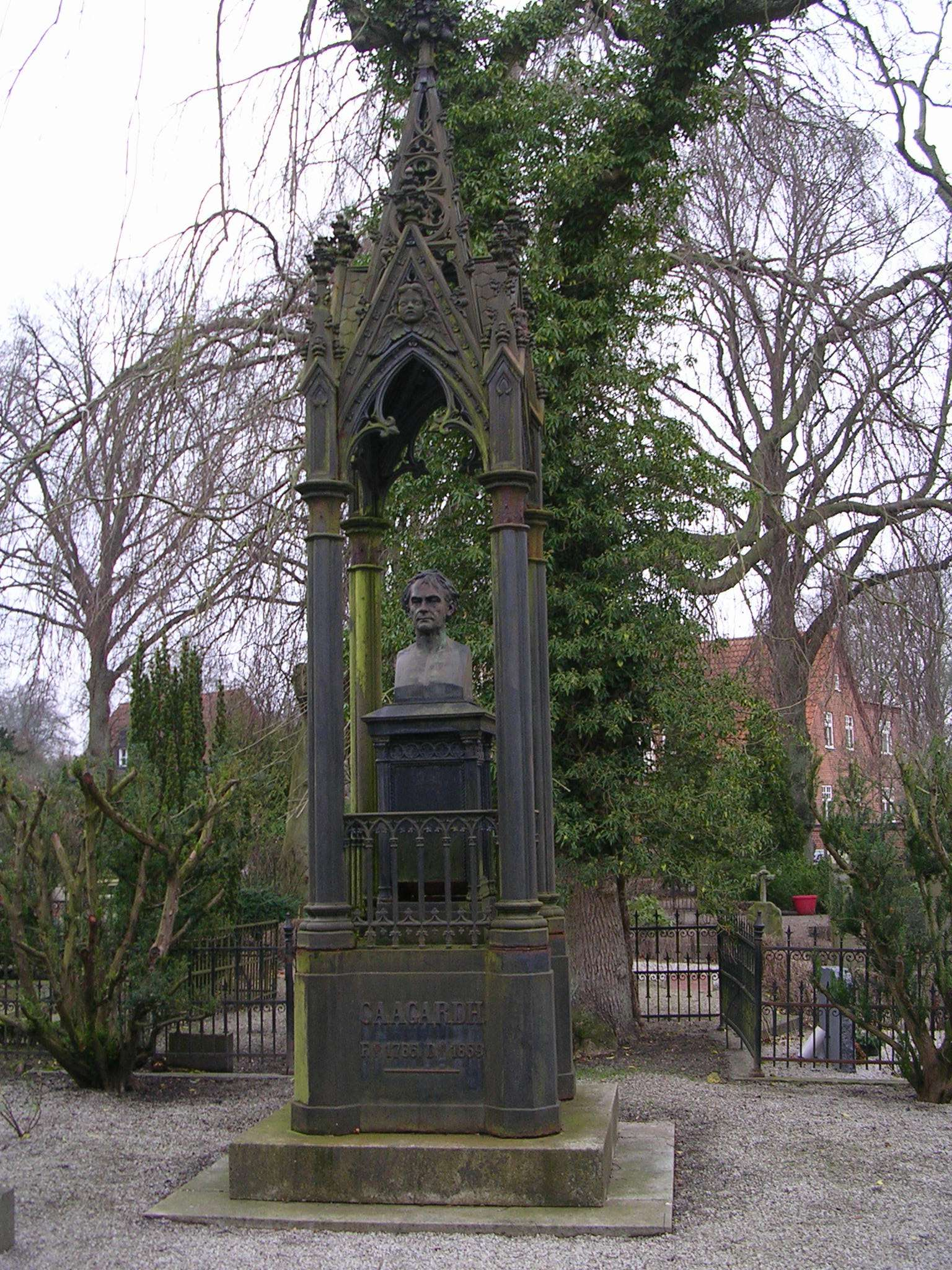
Tumba y busto de Agardh en el Östra kyrkogården de Lund.

También fue conocido como un matemático, un economista y un político. En sus últimos posicionamientos en el Parlamento tuvo unas inclinaciones más impulsivas, sus acciones estaban guiadas más por ideales que por adscripción a cualquier doctrina política.

## Obra
- "Algarum Decades" Agardh, Carl Adolph. Lundae - Vol. I-IV pp. (1812)
- "Aufzahlung einiger in den ostereichischen Landern gefundenen neuen Gattunge" Agardh, Carl Adolph Regensburg Flora - Vol. 2 pp.625-646. (28 oct 1827) [Pub. 1827]
- "Conspectus Criticus Diatomacearum". Agardh, Carl Adolph Litteris Berlingianis, Lunde - 66 pp. (1830)
- "Dispositio Algarum Suecae". Agardh, Carl Adolph. Litteris Berlingianis, Lunde - (4 partes) - pg.45 pp. (1812)
- "Icones algarum europaearum. Representation d'algues europeennes suivies de..". Agardh, Livr. 1-4. Leipzig. - pg.40 tab. col. (1828)
- Essai de réduire la physlologie végétale à des principes fondamentaux. Lund 1828
- Essai sur le développement intérieur des plantes. 1829
- "Schizonema clavatum J.". Agardh, Carl Adolph Litteris Hohenackers Meeresalgen. - n.º 251 pp.
- "Species Algarum rite cognitae, cum Synonymis, differentiis specificis et descriptionibus succintis". Agardh, Carl Adolph 8.º. Gryphisvaldiae (1824)
- "Synopsis Algarum Scandinaviae adjecta dispositione universali Algaru". Agardh, Carl Adolph Lundae, Ex Officina Berlingiana. - xl + 135 pp. (1817)
- "Systema Algarum". Agardh, Carl Adolph l2mo. Lundae 1830-1832.[1]
- "Aufzählung einiger in den österreichischen Ländern gefundenen neuen Gattungen un Arten von Algen nebst Diagnostik und beigefügten Bemerkungen". Agardh, Carl Adolph. Flora oder Botanische Zeitung, 10, 625-645 (1827)

## Epónimos
Género
- (Vochysiaceae) Agardhia Spreng.[2]

Especies
- (Asteraceae) Pietrosia agardhii (Haens. ex DC.) Sennikov[3]
- (Boraginaceae) Anchusa agardhii Lehm.[4]